# الاتحاد الوطني الليبيري
الاتحاد الوطني الليبيري هو حزب سياسي في ليبيريا. تم تأسيسه من قبل الدكتور هاري مونيبا، نائب رئيس ليبيريا السابق (1984-1990). ساعد مونيبا أيضًا في إنشاء نظام الانتخابات متعدد الأحزاب الذي تستخدمه الدولة حاليًا. وشارك الحزب في انتخابات 11 أكتوبر 2005 كجزء من التحالف الديمقراطي المتحد.